# Břestek

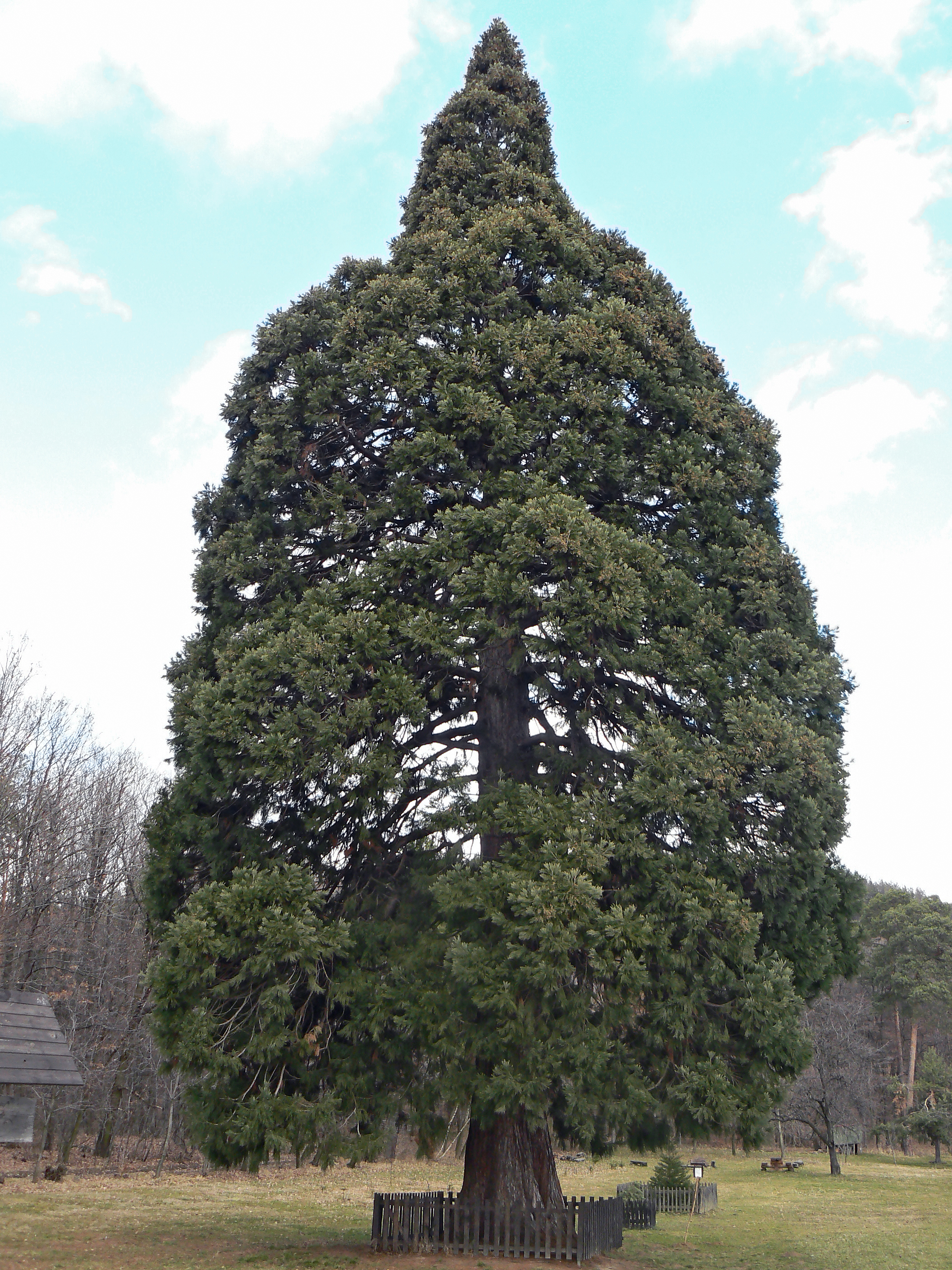
Riesenmammutbaum von Chabaně

Břestek (deutsch Brzestek, älter auch Prißeck) ist eine Gemeinde in Tschechien. Sie liegt neun Kilometer nordwestlich von Uherské Hradiště und gehört zum Okres Uherské Hradiště.

## Geographie
Břestek befindet sich am östlichen Fuße des Marsgebirges in der Mährischen Slowakei. Das Dorf liegt im Tal des Zlechovský potok. Nördlich erhebt sich der Komínek (455 m).
Nachbarorte sind Chabaně im Norden, Velehrad im Nordosten, Tupesy im Südosten, Boršice im Süden, Buchlovice im Südwesten, Chrastě und Zahrady im Westen sowie Buchlov und Staré Hutě im Nordwesten.

## Geschichte
Die erste urkundliche Erwähnung von Přestat erfolgte im Jahre 1141 als Besitz der Kirche in Spytihněv. 1389 wurde Bohuš von Sazovice als Besitzer genannt. Von seiner Tochter Anna ging der Besitz 1408 an deren Ehemann Václav von Morkovice über. Dessen Sohn Milota verkaufte das Dorf 1464 an Mikuláš von Žákov und Jindřich von Buchlovice. Zu den weiteren Besitzern gehörten u. a. ab 1538 Hynek Podstatský von Prusinovice, der das Dorf an die Stadt Hradiště verkaufte. 1549 erwarb Nikolaus der Ältere Buchlovický von Domamyslice Brzestek. Er verstarb 1551. Seine Söhne überließen das Dorf an Jan Dánský von Domamyslice, der es an die Herrschaft Buchlovice anschloss. Das Urbar von 1611 weist für Brzestek 44 Anwesen aus. Während des Dreißigjährigen Krieges wurde das Dorf 1643 niedergebrannt. Im Hufenregister von 1656 waren nur noch 20 Siedlerstellen als bewirtschaftet genannt, die restlichen 24 lagen wüst. 1663 zerstörte ein Feuer Teile des Ortes. Bis ins 18. Jahrhundert wuchs Brzestek wieder an. 1843 entstand die herrschaftliche Branntweinbrennerei.
Nach der Aufhebung der Patrimonialherrschaften entstand 1848 die politische Gemeinde Brzestek im Bezirk Ungarisch Hradisch. In der zweiten Hälfte des 19. Jahrhunderts entstand durch Rodung im Quellgrund des Chabaňský potok die Ansiedlung Chabaně. 1866 schleppten preußische Truppen bei ihrem Durchzug die Cholera ein, an der 17 Einwohner verstarben und auf dem Cholerafriedhof bestattet wurden. Seit 1872 wurde der heutige Name Břestek gebräuchlich. In Břestek lebten im Jahre 1880 800 Menschen. 1890 bestand Chabaně aus 30 Häusern und hatte 119 Einwohner. Zum Kataster der Gemeinde gehörten zu dieser Zeit auch der Hof Buchlov und der Berchtoldshof (Zikmundov), deren Besitzer die Gebrüder May waren, welche auch den Großgrundbesitz von Velehrad in Pacht hatten. Durch Parzellierung der Güter entstanden 1923 in Břestek 43 Kleinbauernwirtschaften. 1980 wurde Břestek nach Buchlovice eingemeindet. Seit 1990 besteht die Gemeinde Břestek wieder. Břestek gehört zu den mährischen Weinbauorten.

## Wappen
Beschreibung: In Blau ein mit sieben goldbegrifften Schwertern bestecktes in Rot und Gold gespaltenes Herz über einen goldenen Dreiberg der mit einer blauen Weintraube belegt ist.

## Gemeindegliederung
Für die Gemeinde Břestek sind keine Ortsteile ausgewiesen. Zu Břestek gehört die Ansiedlung Chabaně.

## Sehenswürdigkeiten
- Břestecká skála, die Felsformation am Westhang des Komínek ist ein Naturdenkmal
- Riesenmammutbaum von Chabaně, der 32 m hohe Baum wurde wahrscheinlich zu Zeiten Sigmunds II. von Berchtold gepflanzt und 2001 zum Baumdenkmal erklärt
- Kapelle der Sieben Schmerzen Mariä in Břestek, geweiht 1752
- Glockenturm, errichtet 1888
- Statue des Hl. Johannes von Nepomuk
- Burg Buchlov und Kapelle der Hl. Barbara, nordwestlich des Ortes